# Sadkowski Młyn
Sadkowski Młyn – osada w Polsce położona w województwie kujawsko-pomorskim, w powiecie nakielskim, w gminie Sadki.
Młyn należał do starostwa nakielskiego, pod koniec XVI wieku leżał w powiecie nakielskim województwa kaliskiego.
W latach 1975–1998 miejscowość administracyjnie należała do województwa bydgoskiego.